# Feito o Amanhecer
Feito o Amanhecer é o segundo álbum de estúdio do cantor brasileiro Jorge Camargo, lançado em 1991 de forma independente.
O disco foi produzido por Maurício Domene e Jorge Camargo e conteve repertório predominantemente autoral, incluindo várias colaborações com Guilherme Kerr Neto, que assina a maioria das faixas ao lado de Jorge. Quando relançado em CD, o repertório de Feito o Amanhecer foi unido com o do disco anterior, Salmos (1987).

## Faixas
Lado A
1. "Te Amamos"
2. "Misericórdia (Não Fosse o Senhor)"
3. "Feito Amanhecer"
4. "Meu Pequeno Mundo"
5. "Lembrança" (Instrumental)

Lado B
1. "Graça"
2. "Elias (A Voz de Deus)"
3. "Fortaleza do Pobre (Is. 25 1 e 3)"
4. "Alegria (Salmo 21)"
5. "Bendize (Salmo 104)"